# PQ-8
PQ-8 — арктический конвой времён Второй мировой войны.
PQ-8 был отправлен в СССР 8 января 1942 года, от берегов Исландии со стратегическими грузами и военной техникой из США, Канады и Великобритании. В его состав входило 8 грузовых судов. Его сопровождали крейсер Trinidad, два эсминца — Matabele и Somali и два тральщика. 17 января 1942 года он прибыл в Архангельск.

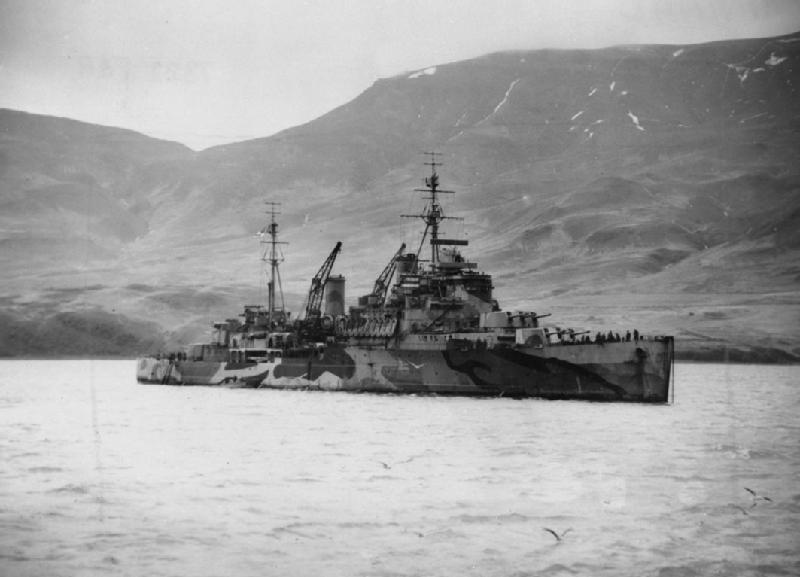
HMS Trinidad

Один транспорт был торпедирован, но взят на буксир и препровождён в порт назначения. 17 января 1942 года при проводке конвоя PQ-8 в результате атаки подводной лодки U-454 был потоплен эсминец «Matabele». Это была первая потеря ВМС Великобритании при проводке конвоев в СССР.